# 3 Pułk Ułanów (Księstwo Warszawskie)
3 Pułk Ułanów – oddział jazdy polskiej Armii Księstwa Warszawskiego.

## Forowanie i walki
Sformowany w 1806 roku. Po zakończeniu działań bojowych, zgodnie z rozkazem z 10 sierpnia 1807, 3 pułk ułanów płk. Łączyńskiego stanął garnizonem w Sieradzu. Pułk bił się w kampanii 1812 oraz kampanii 1813.

## Dowódcy pułku
Pułkiem dowodzili:
- płk Wojciech Męciński (11 czerwca 1807),
- płk Józef Łączyński (połowa 1808)[4],
- płk Tyszkiewicz,
- płk Augustyn Trzecieski (19 kwietnia 1812),
- płk Aleksander Radzimiński (poległ 7 września 1812)
- płk Aleksander Oborski (18 stycznia 1813).

## Mundur
Do 1809 roku pułk posiadał barwy 2 Legii. Kołnierz oraz wyłogi na piersiach i rękawach były karmazynowe z dodatkami białymi lub srebrnymi.
Od 1810 roku obowiązywała następująca barwa munduru:

Kołnierz karmazynowy z biała wypustką. 
Rabaty granatowe z białą wypustką 
 
Wyłogi karmazynowe

## Walki pułku
Pułk brał udział w walkach w czasie pierwszej wojny polskiej 1807 roku, wojny polsko austriackiej, inwazji na Rosję 1812 roku i kampanii 1813 roku.
W wojnie austriacko-polskiej szwadron 3 pułku ułanów pod dowództwem Piotra Strzyżewskiego bił się w bitwie pod Radzyminem 26 i 27 kwietnia 1809. Pod koniec 1809 roku pułk liczył 1015 żołnierzy.
Bitwy i potyczki
- Szczytno (13 kwietnia 1807)
- Passenheim (3 i 30 maja 1807)
- Ortelsburg (9 maja 1807)
- obrona Częstochowy (1809)
- Nadarzyn (14,17 i 19 kwietnia 1809)
- Grójec (18 kwietnia 1809)
- Raszyn (19 kwietnia 1809)
- Kolonia Grochów (24 kwietnia i 2 maja 1809)
- Słupca (4 maja 1809)
- Wielatów (11 maja 1809)
- oblężenie Zamościa (15–20 maja 1809)
- Zawady (16 maja 1809)
- Zaleszczyki (18 czerwca 1809)
- Horodenka, Tarnopol (14 lipca 1809)
- Chorostków, Wieniawka (20 lipca 1809)
- Mir (10 lipca 1812)
- Możajsk (7 września 1812)
- Gross-Schweidnitz (3 września 1813)
- Altenburg (2 października 1813)
- Penig (7 października 1813)
- Wachau (16 października 1813)
- Lipsk (18 października 1813)
- obrona Zamościa